# Sophie Okonedo
Sophie Okonedo (Londen, 11 augustus 1968) is een Engels actrice. Ze speelde onder meer Tatiana Rusesabagina in Hotel Rwanda, waarvoor ze genomineerd werd voor de Oscar voor beste vrouwelijke bijrol. Voor haar rol in Tsunami: The Aftermath kreeg ze een nominatie voor een Golden Globe.
Haar vader Henry Okonedo is Nigeriaans en haar moeder Joan Allman van Asjkenazisch Joodse afkomst. Ze is zelf niettemin geboren en getogen in Engeland, waar ze studeerde aan de Universiteit van Cambridge en de Royal Academy of Dramatic Art. Haar vader verliet haar en haar moeder toen Okonedo vijf jaar oud was.
Okonedo heeft een dochter, Aoife, van de Ier Eoin Martin, die in de filmmontage werkt. Zij vormen geen stel meer.

## Filmografie
*Exclusief televisiefilms
- Janet Planet (2023)
- Heart of Stone (2023)
- Catherine Called Birdy (2022)
- Ratched (2020) als Charlotte Wells
- After Earth (2013)
- Skin (2008)
- The Secret Life of Bees (2008)
- Martian Child (2007)
- Tsunami: The Aftermath (2006)
- Scenes of a Sexual Nature (2006)
- Stormbreaker (2006)
- The True Voice of Rape (2006)
- Æon Flux (2005)
- Hotel Rwanda (2004)
- Cross My Heart (2003)
- Dirty Pretty Things (2002)
- Once Seen (2001)
- Peaches (2000)
- Mad Cows (1999)
- This Year's Love (1999)
- The Jackal (1997)
- Ace Ventura: When Nature Calls (1995)
- Go Now (1995)
- Young Soul Rebels (1991)

## Prijzen
- Black Reel Award - beste vrouwelijke bijrol (in Hotel Rwanda)
- Hollywood Film Festival - als lid van het beste acteurs-ensemble (in The Secret Life of Bees)
- Image Awards - Outstanding Actress in a Television Movie, Mini-Series or Dramatic Special (in Tsunami: The Aftermath)

- Biblioteca Nacional de España: XX5012060
- Bibliothèque nationale de France: cb15059218p (data)
- Catàleg d'autoritats de noms i títols de Catalunya: 981058596187706706
- Gemeinsame Normdatei: 137980140
- International Standard Name Identifier: 0000 0001 2119 6987
- Library of Congress Control Number: no2005018146
- MusicBrainz: b74a5b92-fddb-467f-8b5d-28204bfa6060
- Nationale Bibliotheek van Tsjechië: xx0176766
- Nationale Bibliotheek van Israël: 987007460162305171
- Nationale Bibliotheek van Polen: a0000002259313
- Nederlandse Thesaurus van Auteursnamen: 303280204
- Système universitaire de documentation: 148507174
- Virtual International Authority File: 7674085
- WorldCat: E39PBJtGXKbRq9xKRY6H6QJkXd